# 高欲生
高欲生，日本名武井欲生（たけい ゆき），（1963年—）生于广州，旅日古琴家。中国音乐家協会会員，中国广东嶺南派古琴研究会会員，中国古琴会会員，東京聴風琴社会長。

## 生平
1976年起为谢導秀弟子，其后受教于李祥霆和龚一等。1986年本科毕业于广东省星海音乐学院古琴演奏专业，期间曾在北京中央音乐学院向李祥霆教授学习两年半。1989年到日本学习生田流箏。
1995年起，在日本和中国多地举行数次古琴演出。曾协助川島絹江編著《源氏絵における琴（きん）と和琴の絵画表现の研究》一文关于「源氏物语」中古琴的研究。
曾获全国古琴大賽铜奖 。2010年参加東京国立博物館（平成館）特別展「誕生！中国文明」記念公演。
2011年第3回中国成都国際非物质文化遗产纪念活动以日本代表出演 。